# Goodyera gemmata
Goodyera gemmata är en orkidéart som beskrevs av Johannes Jacobus Smith. Goodyera gemmata ingår i släktet knärötter, och familjen orkidéer. Inga underarter finns listade i Catalogue of Life.